# Franklin Lucero
Franklin Lucero (San Luis, 11 de septiembre de 1897 - Buenos Aires, 8 de octubre de 1976) fue un militar y político argentino, perteneciente al Ejército, que sirvió de ministro de Ejército de la Nación durante las dos primeras presidencias de Juan Domingo Perón (1949-1955).

## Biografía
Bisnieto de Susano Lucero quien fue hermano del gobernador puntano Pablo Lucero.
Franklin Lucero tuvo una carrera militar destacada, durante la cual fue profesor en el Colegio Militar de la Nación, formó parte del Estado Mayor General del Ejército y comandó el Batallón de Infantería de la Escuela de Suboficiales. Dictó la cátedra de Táctica en la Escuela Superior de Guerra y fue el jefe de la Escuela de Infantería.
Se unió en 1941 al grupo político que más tarde se transformaría en el GOU. En 1944, el coronel Juan Domingo Perón lo designó secretario del Ministerio de Guerra.
En los primeros años del gobierno de Perón fue agregado militar en la embajada de Argentina en los Estados Unidos, además de desempeñar diversas misiones en el exterior.
Fue nombrado ministro de Ejército tras la reforma de la Constitución Nacional, en el año 1949. Durante el resto del gobierno, fue el jefe militar de más alta graduación —con el grado de teniente general— y quien más confianza tenía con el presidente.
Al producirse el Bombardeo de la Plaza de Mayo, el 16 de junio de 1955, fue autorizado a reprimir la revuelta con toda la fuerza disponible. Si bien el alzamiento fue sofocado, se negó a extremar las medidas de persecución a los responsables. Y comenzó a tener conflictos con los sectores más leales a Perón de la CGT, que había pretendido armar una milicia popular.
Al estallar la Revolución Libertadora, fue también encargado de su represión. Pero la estrategia del general Eduardo Lonardi, centrada en Córdoba y otros centros alejados de la capital, terminó superándolo.
El 19 de septiembre de 1955 al mediodía, Perón escribió una confusa carta dirigida al general Franklin Lucero, ministro de Ejército y leal al gobierno constitucional. En la carta Perón da a entender su renuncia:

Hace algunos días... decidí ceder el poder...Ahora mi decisión es irrevocable... Decisiones análogas del vicepresidente y de los diputados... El Poder del Gobierno pasa por ello automáticamente a las manos del Ejército.
Juan D. Perón. Carta al general Franklin Lucero.

La carta fue asumida por Lucero como una renuncia, tras lo cual procedió a formar una Junta Militar integrada entre otros por los generales José Domingo Molina, Raúl Tanco, Juan José Valle, Ángel Juan Manni, Emilio Forcher, José C. Sampayo, Carlos Wirth, Oscar R. Sacheri y Oscar A. Uriondo, que declaró haber asumido el Poder Ejecutivo. Luego, el general Lucero leyó la carta de Perón, por la cadena de radio y televisión. Sin embargo, esa misma noche Perón se reunió con la junta militar para informarle que él no había renunciado; la junta sin embargo no fue disuelta.
Tras producirse el golpe de Estado, la dictadura establece una Corte Marcial, para juzgar al gobierno depuesto. En consecuencia de las actuaciones de esta corte, Lucero fue el primer recluso del Instituto Penal de las Fuerzas Armadas (actual Unidad 28 de Magdalena). Posteriormente fue despojado de su grado y uniforme militar, en castigo por su participación en el gobierno peronista. Cuando el general golpista Eduardo Lonardi triunfó en Córdoba, ordenó la detención de todos los diputados y senadores peronistas en la cárcel de Las Heras unas semanas después. También llegaron allí militares, sindicalistas y autoridades del partido. En sus memorias, recordaría las condiciones de detención, entre ellas  las goteras, los sanitarios descompuestos, las ratas y las cucarachas que infestaban el barco donde estaba detenido.
Recobró su grado durante el tercer gobierno de Perón, en 1974.

## Obra
- Lucero, Franklin (1959). El precio de la lealtad (en español). Editorial Propulsión.